# 丹比 (紐約州普查規定居民點)
丹比（英語：Danby）是位於美國紐約州湯普金斯縣的普查規定居民點。

## 人口
根據2020年美國人口普查的數據，丹比的面積為8.96平方千米，當中陸地面積為8.95平方千米，而水域面積為0.01平方千米。當地共有人口560人，而人口密度為每平方千米62.5人。